# Германско-латвийские отношения
Германско-латвийские отношения — двусторонние дипломатические отношения между Германией и Латвией. Обе страны являются членами Европейского Союза, НАТО, Совета государств Балтийского моря и других организаций. Германия представлена посольством в Риге, а Латвия представлена посольством в Берлине и консульствами в Бремене, Дюссельдорфе, Франкфурте-на-Майне, Гамбурге, Кельне, Кюнцельзау, Любеке, Мюнхене и Ростоке.

## История

### До XIX века

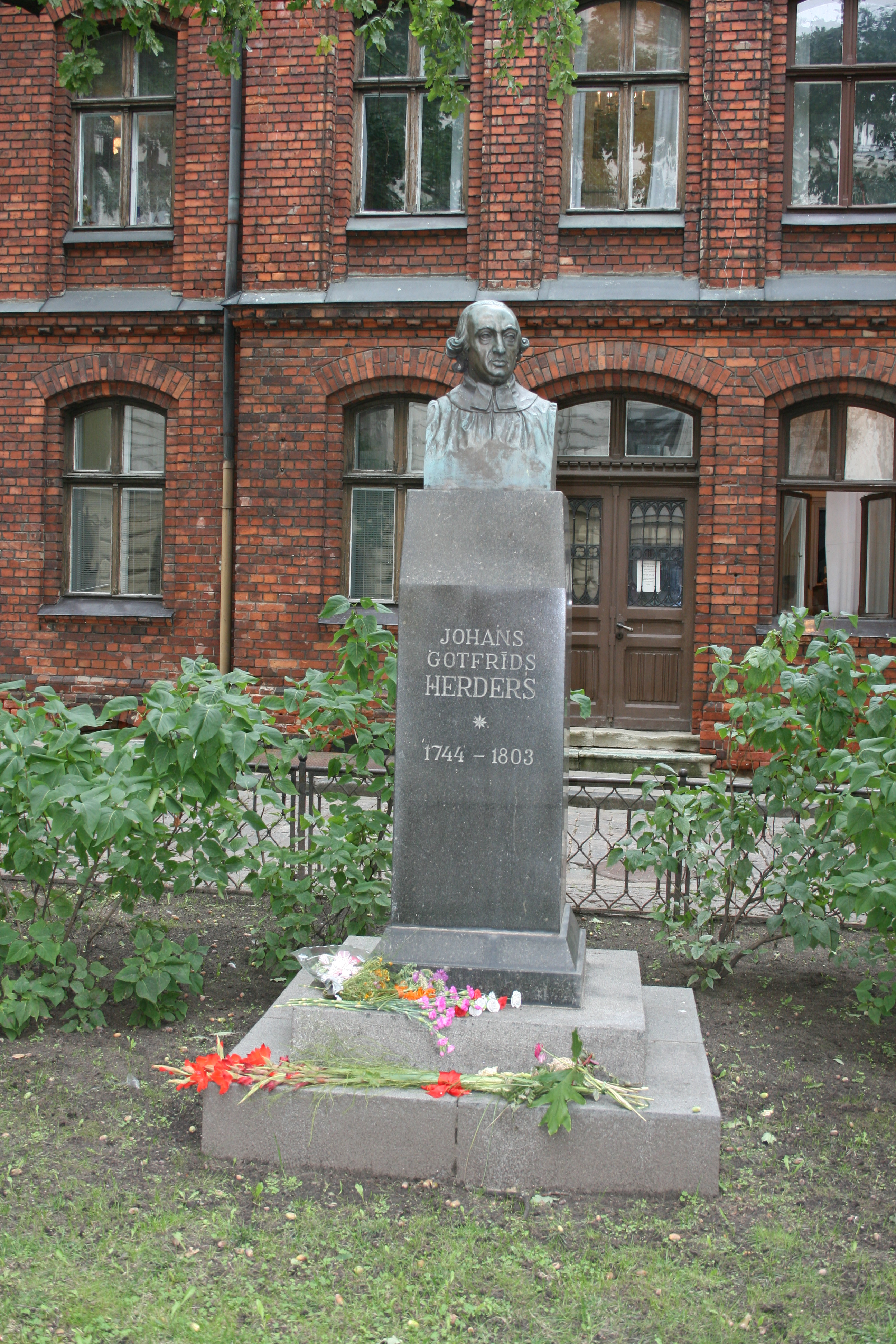
Памятник Иоганну Гердеру в Риге

На территории современной Латвии существовало этническое немецкое меньшинство, которое составляло верхние слои общества и оказывало значительное влияние на культуру и язык местных жителей. Например, Иоганн Готфрид Гердер переводил латышские народные песни на немецкий язык и способствовал их признанию в качестве культурного достояния посредством публикаций, а Август Беленштейн дал толчок первому латышскому празднику песни в Добеле в 1870 году.

### Конец XIX века и Первая мировая война

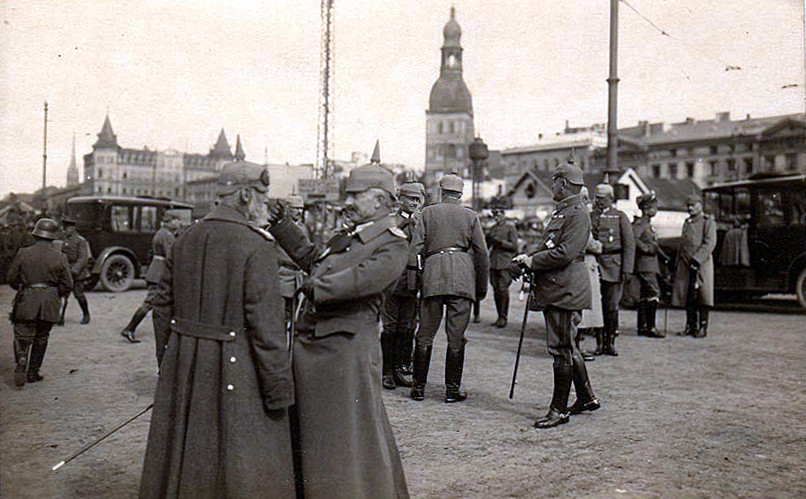
Немецкие офицеры в Риге во время Первой мировой войны

В годы Первой мировой войны часть Прибалтики была оккупирована Германской империей. После подписания Брест-Литовского мира и проведения совета балтийских земель было создано марионеточное государство — Балтийское герцогство, чьё существование поддерживалось наличием германской армии.
Во время Ноябрьской революции, причиной которой было поражение Германии в Первой мировой войне, Народный совет Латвии провозгласил независимость Латвийской Республики. Германия признала Народный совет Латвии и Временное правительство Латвии, а Балтийский регентский совет сложил свои полномочия, и Балтийское герцогство прекратило своё существование.

### 1918—1940: от основания Латвийской Республики до Второй мировой войны.
Согласно закону о земельной реформе крупные землевладения балтийских немцев в Латвии были в значительной степени конфискованы в пользу латышских безземельных крестьян. В отличие от других государств Восточной Европы, которые проводили репрессивную политику в отношении своих национальных меньшинств после Первой мировой войны, Латвия предоставила национальным меньшинствам культурную автономию. Дипломатические отношения с Германией были установлены соглашением подписанным 15 июля 1920 года.

### Оккупация Советским Союзом
Пакт Молотова — Риббентропа предусматривал переселение балтийских немцев, которых идеологи национал-социализма считали «ценными в расовом отношении», на территорию Германии. Латвия, с другой стороны, была включена в сферу интересов Советского Союза и оккупирована в 1940 году. Это положило конец двусторонним отношениям между Германией и Латвией как двумя суверенными государствами на несколько десятилетий. Поскольку пакт Молотова — Риббентропа оставался секретным, большинство латышей не знали о вкладе Германии во вторжение Красной Армии.

### С 1991: после восстановления независимости Латвии.
В 1991 году Германия установила дипломатические отношения с Латвией и признала особую историческую ответственность за последствия пакта Молотова — Риббентропа и оккупации Латвии Третьим рейхом. Впоследствии Федеральное правительство способствовало интеграции Латвии в западные демократические структуры.